# Luciano Guarnieri

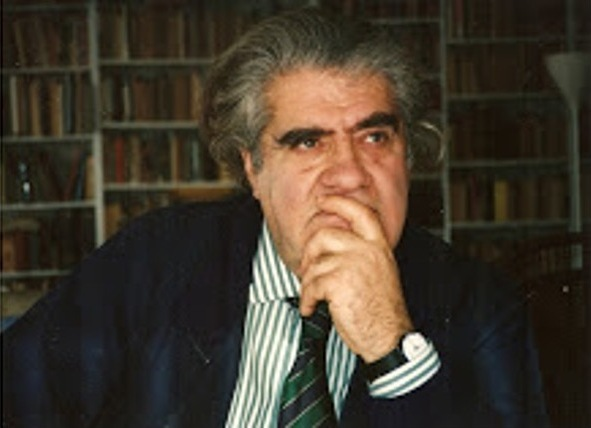
Luciano Guarnieri, 1990

Luciano Guarnieri (Firenze, 7 gennaio 1930 – Firenze, 4 dicembre 2009) è stato un pittore italiano.

## Biografia
Luciano Guarnieri nacque a Firenze nel 1930 in una famiglia anarchica. Suo padre Piero riconobbe il suo talento grafico fin da giovane età e lo incoraggiò a praticare il disegno. All'età di quindici anni, Guarnieri iniziò a frequentare lo studio di Pietro Annigoni nel quartiere fiorentino di Santa Croce. Annigoni divenne in seguito il suo maestro
Nel 1954, Guarnieri lavorò a una collezione di litografie originali a colori dedicata alla Firenze del dopoguerra. Nel 1957, dipinse il ritratto del Cardinale Elia dalla Costa. In quel periodo, grazie alle sue relazioni con molti americani presenti nell’Italia liberata, Guarnieri conobbe Dolores Angleton, che in seguito divenne sua moglie. Durante questi anni, Guarnieri intraprese frequenti viaggi a New York, dove espose le sue prime opere oltreoceano. Nella capitale americana, coltivò un'amicizia duratura con l'intellettuale italiano Giuseppe Prezzolini. Guarnieri si inserì nell'alta società americana, come documentato dai numerosi ritratti, dalle vedute metropolitane e dal suo "Taccuino americano", che raccoglie i suoi viaggi tra il 1957 e il 1990. Nei primi anni '60, Guarnieri stabilì il suo studio a Palazzo Corsini a Firenze e sposò Dolores Angleton (sorella di James Jesus Angleton), dalla quale ebbe due figli, Francesco e Lorenzo. Durante l'alluvione di Firenze del 1966, documentò l'evento, ma continuò anche a viaggiare per il mondo. I suoi diari riportano immagini dell'Inghilterra, di Praga nel 1968 durante l’invasione sovietica e di Cape Canaveral nel 1969 in occasione del lancio dell'Apollo XII, accompagnato da Oriana Fallaci. Successivamente, visitò l'Irlanda e, nei due decenni successivi, Israele, dove ritrasse Ben Gurion e Golda Meir. Negli anni '90, si recò in Cina, dove realizzò numerosi disegni e composizioni ad olio.

### Lo stile
La fine degli anni '60 segnò la maturità artistica di Guarnieri e la sua indipendenza dal maestro Pietro Annigoni. Guarnieri si distinse dall'Accademia e dalla natura poetica dei "Pittori moderni della Realtà", sviluppando un linguaggio artistico autonomo. Lo stile di Guarnieri mostra riferimenti al classicismo figurativo tipico della tradizione rinascimentale incentrato sul primato del disegno, che pone l'uomo al centro dell'osservazione. Allo stesso tempo, l'artista continuò a rappresentare la moglie Dolores e i figli Francesco e Lorenzo, che appaiono spesso nelle sue opere come modelli. Durante questa fase matura, Guarnieri dedicò sempre più attenzione alla rappresentazione di oggetti semplici e alla natura. Anche nelle sue opere più essenziali, l’artista trasmette una visione intima e personale del mondo. Guarnieri sperimentò diverse tecniche artistiche: dal disegno, agli acquerelli, all’incisione (utilizzando il torchio di Giovanni Fattori), alla pittura ad olio su tela e legno, e infine l'affresco. Negli anni '70, grazie a una collaborazione con Ugo Procacci, Guarnieri sviluppò una passione per l’affresco, che portò nel 1975 alla pubblicazione del volume "Come nasce un affresco" da parte dell'editore Bonechi. Utilizzando questa tecnica, creò opere come l’affresco delle “Tre Generazioni” alla Ford Foundation e numerosi altri in chiese e edifici toscani.
Le opere di Luciano Guarnieri sono state esposte in diverse gallerie internazionali, tra cui quelle di New York, Arkansas, Connecticut e Ontario, e in Canada, oltre che in sedi europee tra cui Amsterdam, Londra, Roma, Milano e Firenze. La produzione artistica di Guarnieri è testimoniata dalla presenza delle sue opere in ubicazioni quali il palazzo Arcivescovile di Firenze, il Gabinetto Vieusseux e l'Accademia dei Georgofili.

## Le collezioni
Tra le collezioni delle opere di Luciano Guarnieri, una delle più rilevanti è quella della Fondazione Cassa di Risparmio di Firenze, esposta al Museo di Villa Bardini a Firenze nel dicembre del 2011. La mostra ha presentato al pubblico l’acquisizione di un nucleo di opere dell'artista dalla collezione di famiglia, unitamente a opere relative a una donazione fatta dall'artista prima della sua scomparsa, comprendente una selezione di acquerelli raffiguranti l’amico Giuseppe Prezzolini. Questa donazione è collegata al Premio Prezzolini, ideato da Guarnieri insieme a Lapo Mazzei. Il Premio Prezzolini, conferito annualmente dal 1983, riconosceva personalità distintesi nei campi della letteratura, delle arti, delle scienze e dell'artigianato. La prima edizione del premio, tenutasi nel 1984, vide tra i destinatari del riconoscimento intellettuali quali Renzo De Felice, Giovanni Spadolini e Indro Montanelli. Nell'ottobre 2024, a seguito di un'iniziativa congiunta di Intesa Sanpaolo e della Fondazione Cr Firenze è stata indetta la riedizione del Premio Prezzolini, con una celebrazione nel salone dei Cinquecento l'8 ottobre con l'esposizione dei ritratti di Giuseppe Prezzolini realizzati da Luciano Guarnieri. 